# Louise Nørlund
Marie Sørine Louise Nørlund, född 1854, död 1919, var en dansk feminist.
Hon var dotter till bonden och riksdagsledamoten Mikkel Hasle Christiansen (1816–1883) och Ane Jacobsdatter (1820–1888). Hon var 1881–1892 gift med redaktör Niels Jensen Nørlund (1854–1894). Föräldrarnas hem var en samlingspunkt för radikaldemokratiska politiker, och hon blev tidigt politiskt engagerad. Hon var pacifist och medlem i Dansk Fredsforening, där hon medverkade som agitator och skribent i Fredsbladet: hon var delegat till den internationella kvinnofredskongressen i Haag 1915, där Women’s International League for Peace and Freedom grundades. 
Hon arbetade som privatlärare 1873–1877 och tog sedan lärarexamen från Beyer, Bohrs og Femmers Kursus: hon var därefter lärare på Larslejstrædes Skole 1878–1910. År 1891 medverkade hon till grundandet av Kbh.s Kommunelærerindeforening.
Nørlund var medlem i Dansk Kvindesamfund (DK), Danmarks första kvinnorättsförening, där hon var en välanvänd talare och bidrog till kvinnorörelsens genombrott på landsbygden. År 1885 tillhörde hon den utbrytargrupp som protesterade mot föreningens tvekan att ta sig an frågan om kvinnors rätt att rösta och bli valbara, och tillsammans med bland andra Elisabet Ouchterlony och Matilde Bajer grundade hon därför Kvindelig Fremskridtsforening, där hon var tillfällig ordförande 1897. Hon var 1889 Line Luplau huvudallierade vid grundandet av en könsblandad och landstäckande rösträttsförening, Kvindevalgretsforeningen, där hon var kassör och 1891–1893 ordförande. Föreningen blev nedlagd 1898, och hon grundade därför Danske Kvindeforeningers Valgretsudvalg, från 1904 Danske Kvindeforeningers Valgretsforbund (DKV). Det var en allians mellan flera mindre rösträttsföreningar, som uppgick i en, där hon blev ordförande. År 1904 var DKV samlingsförening för en allians av 22 föreningar, som hon samma år anslöt till den internationella rösträttskampen under International Woman Suffrage Alliance (IWSA). Hon var den danska rösträttsrörelsens delegat på de internationella konferenserna 2nd Conference of the International Woman Suffrage Alliance i Berlin 1904, 4th Conference of the International Woman Suffrage Alliance i Amsterdam 1908 och 7th Conference of the International Woman Suffrage Alliance i Budapest 1913. Hon avgick som ordförande tillfälligt 1907 och permanent 1909, och ersattes av Eline Hansen.
Hon var medlem av Liberale Vælgerforening och satt som första kvinna i dess styrelse 1890–1904, men kandiderade 1909 i kommunalvalet för socialdemokraterna. Hon tvingades dock dra tillbaka sin kandidatur av hälsoskäl.